# 11377 Nye
11377 Nye è un asteroide della fascia principale. Scoperto nel 1998, presenta un'orbita caratterizzata da un semiasse maggiore pari a 3,2322366 UA e da un'eccentricità di 0,1249129, inclinata di 2,56752° rispetto all'eclittica.